# Étranges Aventures (revue)
Pour les articles homonymes, voir Étranges Aventures.
Étranges Aventures est une revue de petit format publiée dans la collection « Comics Pocket » des éditions Artima de juillet 1966 à mars 1983. La série totalise 78 numéros.
Ce fascicule a au départ publié de façon hétéroclite des comics Marvel ou DC en noir et blanc, par exemple extraits de séries telles que Strange Adventures, Atom, Challengers Of The Unknown, Rip Hunter, Time Master, Doom Patrol, Journey into Mystery, etc.
À partir du no 22 (septembre 1971), la publication se recentre sur les premières aventures des super-héros Marvel tels que Docteur Strange, Giant-Man et Hulk, publiées à l'origine dans Strange Tales, Tales to Astonish, Tales of Suspense, The Incredible Hulk ou Marvel Feature, puis sur d'autres séries Marvel comme The Defenders, Ghost Rider, Warlock, Ka-Zar, The Eternals (dont la publication avait débuté chez Lug), ou Devil Dinosaur. À partir de fin 1981, toutes ces séries étant désormais publiées en grand format et en couleurs chez le même éditeur, Étranges Aventures ne publiera plus que du matériel DC durant ses deux dernières années d'existence (série Secrets of Haunted House notamment).
Cette revue est très recherchée par les collectionneurs.[réf. nécessaire]
Un deuxième volume reprenant ce nom (et le logo d'origine) a été lancé en 2012 par les éditions Organic Comix, avec un contenu désormais totalement produit en France. 
Un troisième volume apportait du matériel varié. Le magazine s'inscrit dans la continuité d'autres publications de l'éditeur, les magazines Strange et Futura, publie comics de super-héros de L'âge d'or des comics qui sont dans le domaine public (règle du terme le plus court), en plus du héros ShieldMaster, créé par le fils de Joe Simon, Jim Simon.